# Artur Noga
Artur Noga (Racibórz, 2 maggio 1988) è un ostacolista polacco.

## Palmarès
| Anno | Manifestazione    | Sede       | Evento   | Risultato  | Prestazione | Note                                     |
| ---- | ----------------- | ---------- | -------- | ---------- | ----------- | ---------------------------------------- |
| 2006 | Mondiali juniores | Pechino    | 110 m hs | Oro        | 13"23       | Miglior prestazione europea under 20     |
| 2007 | Europei juniores  | Hengelo    | 110 m hs | Oro        | 13"36       | Record dei campionati                    |
| 2008 | Giochi olimpici   | Pechino    | 110 m hs | 5º         | 13"36       |                                          |
| 2009 | Europei under 23  | Kaunas     | 110 m hs | Oro        | 13"47       |                                          |
| 2009 | Mondiali          | Berlino    | 110 m hs | Semifinale | 13"43       | Miglior prestazione personale stagionale |
| 2010 | Europei           | Barcellona | 110 m hs | 5º         | 13"44       |                                          |
| 2012 | Mondiali indoor   | Istanbul   | 60 m hs  | 8º         | 7"74        |                                          |
| 2012 | Europei           | Helsinki   | 110 m hs | Bronzo     | 13"27       | Record nazionale                         |
| 2012 | Giochi olimpici   | Londra     | 110 m hs | Batteria   | dnf         |                                          |
| 2013 | Mondiali          | Mosca      | 110 m hs | Semifinale | 13"35       |                                          |
| 2014 | Europei           | Zurigo     | 110 m hs | 6º         | 14"25       |                                          |
| 2015 | Mondiali          | Pechino    | 110 m hs | Semifinale | 13"37       | Miglior prestazione personale stagionale |
| 2018 | Europei           | Berlino    | 110 m hs | Semifinale | 13"66       |                                          |
| 2021 | Europei indoor    | Toruń      | 60 m hs  | Semifinale | 7"76        |                                          |